# 小行星5988
小行星5988（5988 Gorodnitskij）是一颗绕太阳运转的小行星，为主小行星带小行星。该小行星于1976年4月1日发现。

## 轨道参数
小行星5988的轨道半长轴为2.6824111 UA，离心率为0.158。